# Olibrio (cónsul 491)
Flavio Anicio Olibrio Júnior (en latín: Flavius Anicius Olybrius Iunior), fue un aristócrata del Imperio Romano de Oriente durante la Antigüedad Tardía, y cónsul durante 491. En las fuentes se le llama a veces "Olibrio Júnior". Olibrio era a través de su madre Anicia Juliana un descendiente de las dinastías valentiniana y teodosiana, nieto del emperador occidental Olibrio (r. 472) y bisnieto del emperador romano occidental Valentiniano III (r. 425-455), y un potencial augusto a la muerte del emperador romano oriental Zenón (r. 474–491) de la Dinastía leónida.

## Vida

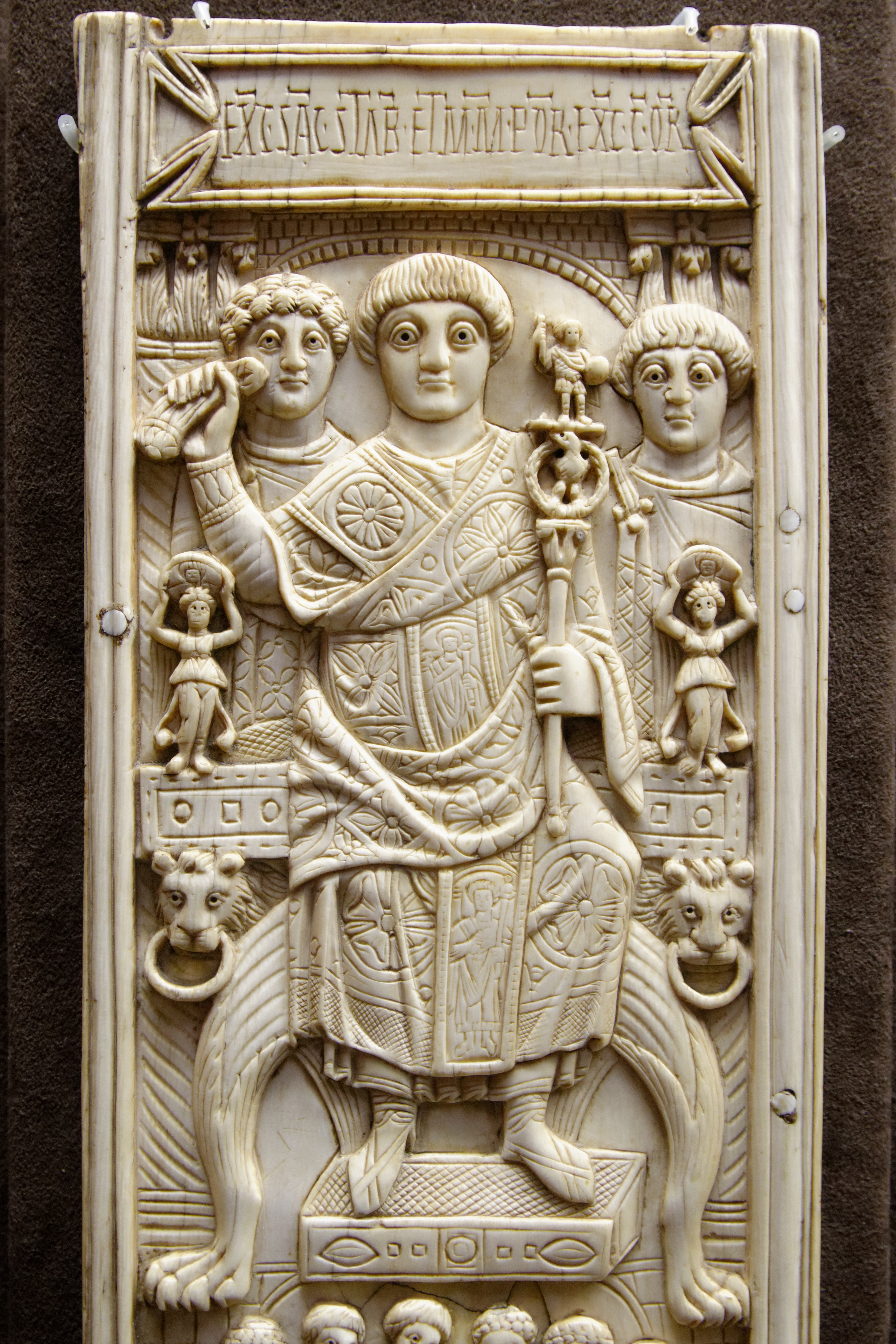
El consúl Areobindo, padre de Olibrio, presidiendo los juegos realizado para su consulado en 506.

Olibrio era  hijo de Areobindo Dagalaifo Areobindo, Magister Militum de 503 a 504 y cónsul en 506, y de Anicia Juliana, hija del emperador romano Occidental Olibrio y de Placidia, que era la hija del emperador romano Occidental Valentiniano III.
Alan Cameron explica: "Puede ser que, solo entre los cónsules aquí discutidos, Olibrio era realmente conocido como 'Olibrio el joven' en contextos sociales y consulares. Tampoco es difícil pensar en una razón: se convirtió en cónsul como un simple niño, de apenas diez años, quizás incluso menos".
Fue nombrado cónsul a una edad muy temprana, en 491. Posteriormente, Olibrio se casó con Irene, la hija de Paulo y sobrina del emperador romano oriental Anastasio I (r. 491-518); Anastasio quería fortalecer su gobierno a través de un vínculo con la dinastía teodosiana a través de este matrimonio. Olibrio e Irene solo tuvieron hijas, incluida Proba, que se casó con Flavio Anicio Probo.
Fue exiliado en 532 por el emperador Oriental Justiniano I (r. 527-565) después de estar implicado en un complot. Sus propiedades fueron confiscadas, incluida la Iglesia de San Polieucto que había encargado su madre y una gran casa que se encontraba en un sitio contiguo a la iglesia. Finalmente se le permitió regresar poco después y se le devolvieron sus propiedades incautadas. No se sabe nada sobre cómo le fue a él o a su familia después de esto.